# طابعة متعددة الوظائف

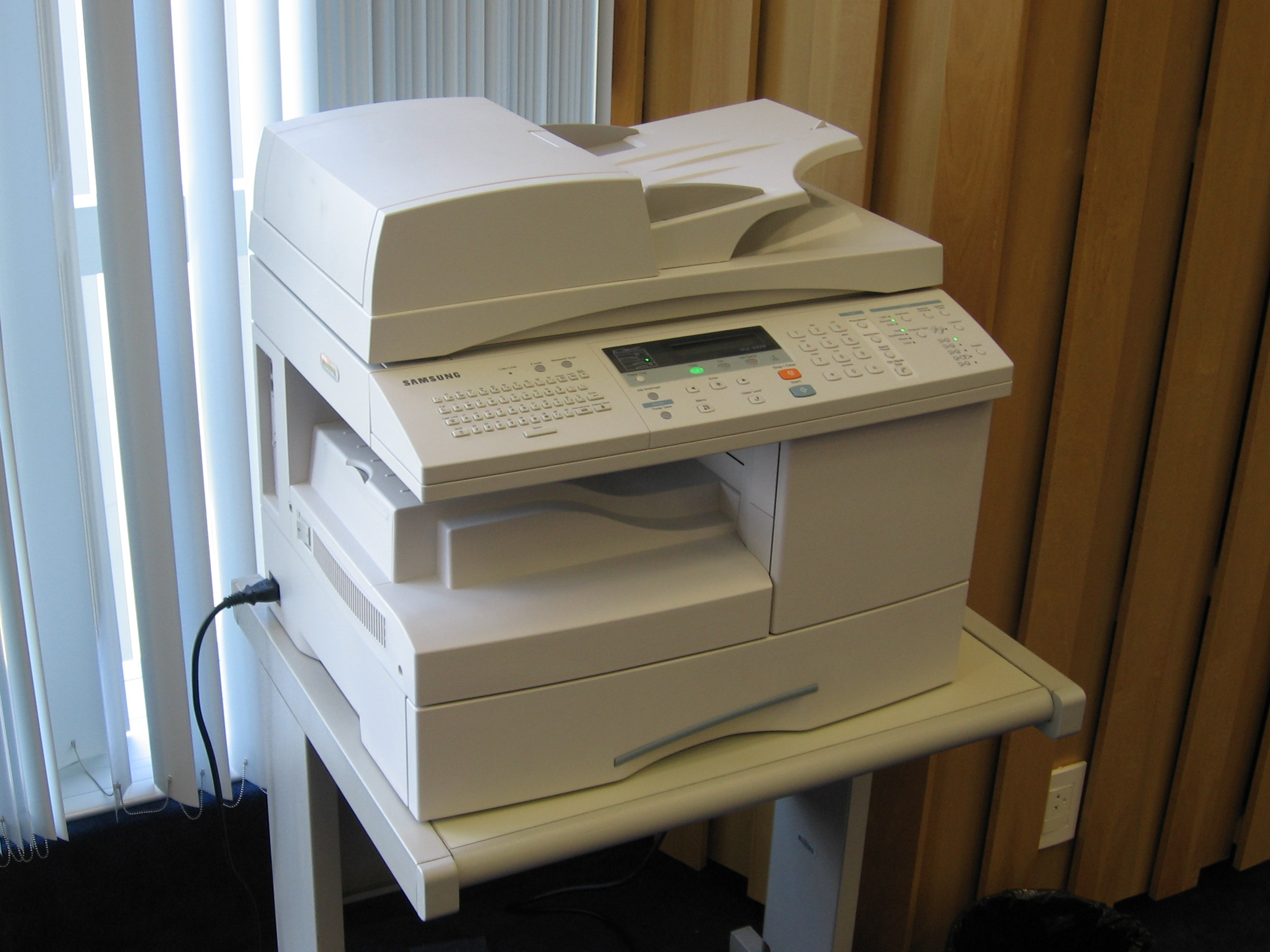
طابعة مكتبية متعددة الوظائف للمكاتب الصغيرة والمنزلية من شركة سامسونج.

طابعة متعددة الوظائف وتختصر بـ (ط.م.و) هي أجهزة مكتبية تتضمن أداء وظيفياً لأجهزة متعددة في جهاز واحد، وذلك لتتيح لنا أجهزة أصغر في المنزل أو معدات أعمال صغيرة (في المكاتب الصغيرة والمنزلية)، أو لتقديم إدارة مستند / أو توزيع/ أو إنتاج ممركزة في إطار مكتب كبير. وتعمل الطابعات المتعددة الوظائف بمثابة مزيج من بعض الأجهزة التالية أو كلها:
- الطابعة
- الماسح الضوئي
- آلة ناسخة (آلة تصوير)
- الناسوخ

## أنواع من الطابعات متعددة الوظائف

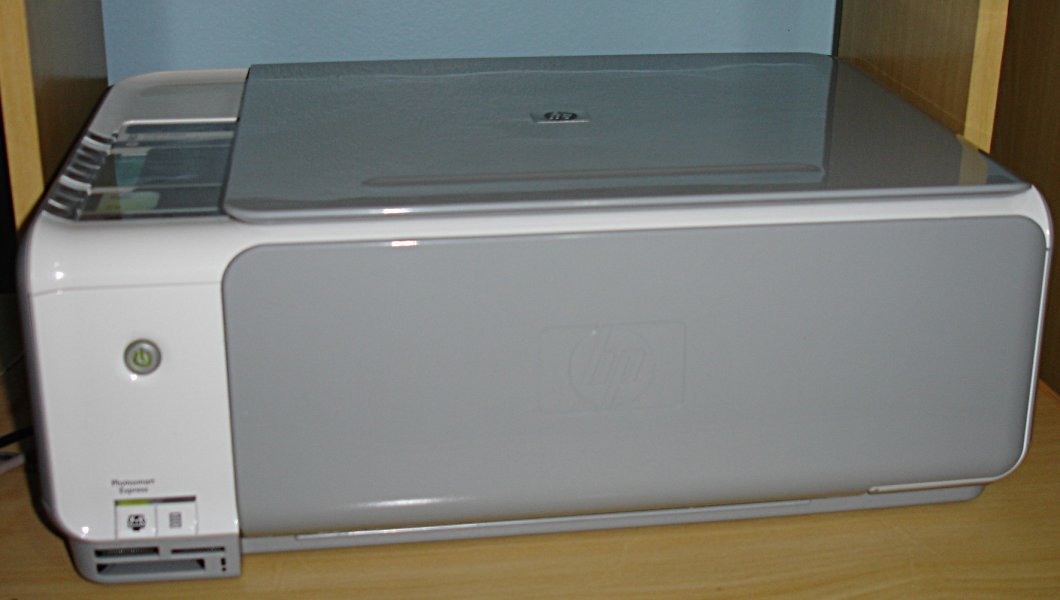
طابعة اتش بي HP : فوتو سمارت سي 3180 (Photosmart C3180)فيها قارءة بطاقات وطابعة صور, من نوع الطابعات المتعددة الوظائف والإمكانت (الكل في واحد)

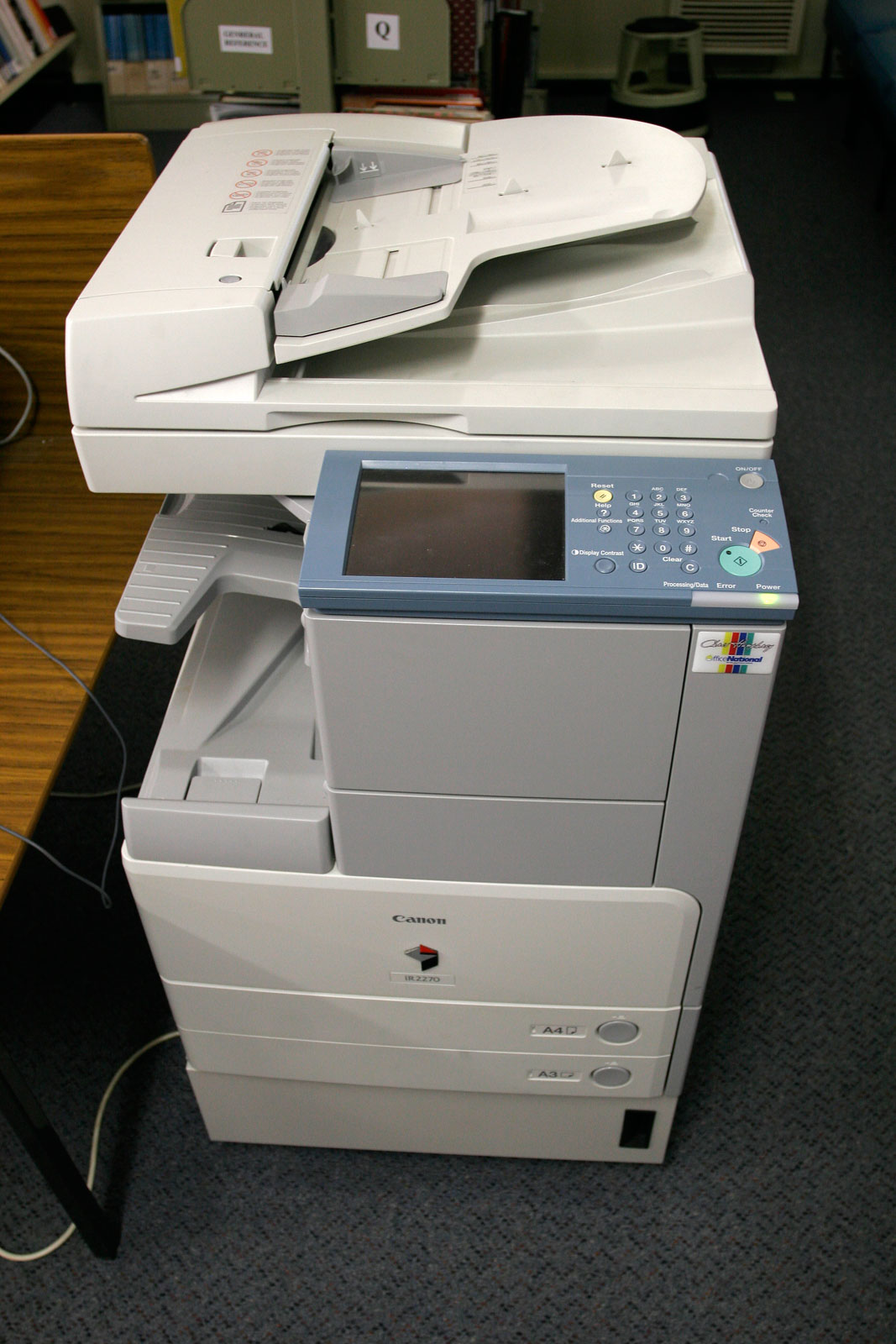
طابعة كانون أي ار 2270 (IR2270) وهي مثال على الطابعات مكتبية متعددة الوظائف متوسطة المدى.

ويقسم مصنعو الطابعات متعددة الوظائف عادة هذه الطابعات لعدة أنواع، فتقسم هذه الأنواع الطابعات المتعددة الوظائف وفقا لسرعتها في عدد الصفحات في الدقيقة (ppm) ودورة العمل/ أو الجودة. وعلى الرغم من هذا، بدأت العديد من الشركات المصنعة تجنب تعريف هذه الأنواع، حيث أن السرعة والأداء الوظيفي الأساسي لا تكفيان وحدهما غالباً للتفريق بين العديد من الخواص التي تتميز بها تلك الأجهزة. وستكون الطابعتين متعددتي الوظائف المتماثلتين في السرعة بلونين مختلفين من نفس النوع، إضافة إلى احتمالية اختلاف مميزاتهما اختلافاً كبيراً فإن أسعارها ستختلف تماماً أيضا. فمن منظور تسويقي، فإن مصنع الطابعات المتعددة الوظائف باهظة الثمن يريد تمييز منتجه ما أمكنه ذلك ليبرر فارق السعر، وبالتالي يتجنب تعريف الفئة.
وتأتي العديد من أنواع الطابعات المتعددة المهام أيضاً - بغض النظر عن فئتها - ضمن مجموعة متنوعة من أجهزة ال[طباعة وحيدة المهام]، لها نفس تصميم المتعددة المهام إلا أنها لا تحوي وحدة الماسح الضوئي. وكذلك الحال مع الأجهزة التي تدمج فيها وحدة الماسح الضوئي مادياً في المنتج.
وتوفر في الوقت الحاضر كل الشركات المصنعة للطابعات الطابعات متعددة المهام. وهي مصممة للاستخدام المنزلي، وفي الأعمال التجارية الصغيرة، والمؤسسات والمشاريع التجارية. وتختلف بطبيعة الحال التكلفة، وقابلية الاستخدام، والمتانة، الإنتاجية، جودة الإنتاج، وما إلى ذلك حسب اختلاف حالات الاستخدام. إلا أنهم يقومون بذات المهام عموماً من طباعة المستندات وتصويرها واستخدام الماسح الضوئي والناسوخ. وتستخدم تقنية الطباعة بالليزر في معظم هذه الطابعات المستخدمة في مجال المؤسسات والمشاريع التجارية، في حين تستخدم تقنية الطابعة النافثة للحبر في مجال الأعمال المكتبية والمنزلية. ولقد حاولت الطابعات النافثة للحبر الوصول للأداء العالي والإشباع اللوني الذي تنشده الشركات التجارية الكبيرة والمؤسسات؛ وقد أطلقت مؤخرا شركة (هوليت-باكارد) طابعات متعددة المهام لفئة المؤسسات والمشاريع التجارية بتقنية نفث الحبر.
وعلى أي حال فقد أصبحت التعريفات الأوسع المستندة على نوع المستهلك المستهدف أكثر شيوعاً من التعريفات المحددة للنوع أو الفئة اعتماداً على السرعة. وحيث أنه لا تعريف رسمي للمنتجات بين مصنعي الطابعات متعددة المهام إلا أنهم اتفقوا أنها تقع تقريباً في الفئات التالية:

### طابعات متعددة الوظائف والإمكانات (الكل في واحد)
والجهاز المتعدد الوظائف هو وحدة سطح مكتب صغيرة، مصمم للاستخدام المنزلي أو في المكتب المنزلي.
وتركز المميزات الأساسية لهذه الأجهزة بجودة مهام الماسح الضوئي والطابعة بما يتناسب مع الاستخدام المنزلي، وقد تلحق معها برامج مجمعة لتنظيم الصور، وبرنامج بسيط لتقنية التعرف الضوئي على الحروف واستخدامات أخرى مفيدة لمستخدمي هذه الطابعات في المنزل. وستشمل تلك الأجهزة دائماً وظائف الطباعة والمسح الضوئي الأساسيتان، إضافة للنسخ في كثير من الأجهزة ووظائف الناسوخ في بعضها.
ولا يكون الاتصال بمثل هذه الأجهزة بواسطة شبكة اتصال عادة بل بواسطة منفذ ناقل متسلسل عام (يو إس بي) أو منفذ متوازي.
وهناك ملاحظة مهمة بشأن هذه الأجهزة وهي أنها عادة ما تخلو من خصائص ومميزات الأجهزة الأكبر، وذلك يعود لاستهدافهم بهذا المنتج المستخدمين المنزليين؛ من هذه الخصائص والمميزات قارئة البطاقات الذكية، وميزة الاتصال المباشر بالكاميرات الرقمية (كتقنية جسر الصور"PictBridge") ومميزات أخرى مماثلة.
وتعتمد تقنية الطابعات متعددة الوظائف غالباً إما على نوعين إما طابعة سطح المكتب المنزلية النافثة للحبر، أو طابعة الليزر سواء ذات اللونين الأبيض والأسود فقط أو الملونة.
كما تحوي بعض الطابعات المتعددة الوظائف، مثل طابعة اتش بي: فوتو سمارت سي 8180 (Photosmart C8180) - تقنية النسخ والطباعة المباشرة على الأقراص الضوئية باستخدام أشعة الليزر «لايت سكرايبLightScribe» حيث يستطيع المستخدم نسخ ما يريد على القرص الضوئي ومن ثم إنشاء صورة على ظهر القرص باستخدام تقنية LightScribe المميزة باستخدام برامج خاصة مثل برنامج روكسيو "Roxio" أو مجموعة برامج نيرو للصوتيات والرسومات"شركة نيرو ‏". وقد يستغرق إنشاء صور بهذه التقنية نحو 10-25 دقيقة.

### الطابعات متعددة الوظائف للمكاتب الصغيرة والمنزلية
وهي وحدة سطح مكتب كبيرة أو وحدة صغيرة مستقلة، صممت للاستخدام في المكاتب الصغيرة أو المكاتب المنزلية. ويعتمد عامل الشكل في الطابعات متعددة الوظائف (كمكتبية أو مستقلة) في كثير من الأحيان على الخيارات الإضافية، مثل أدراج الورق الإضافية أو غير ذلك.
وتحوي الطابعات المتعددة الوظائف للمكاتب الصغيرة والمنزلية عموماً الوظائف الأساسية من طباعة ونسخ ومسح وناسوخ فقط، ولكنها قد تحوي على نطاق أكبر تخزين المستندات والمستندات البسيطة واسترجاعها، المصادقة الأساسية وغيرها، مما يصعب التفريق بين المواصفات الأعلى للطابعات متعددة الوظائف للمكاتب الصغيرة والمنزلية والمواصفات الأدنى للطابعات متعددة الوظائف المكتبية.
وعادة ما يكون الاتصال بهذا النوع من الطابعات عن طريق الشبكة إضافة للناقل المتسلسل العام USB أيضاً، وفي قليل من الأحيان عبر المنفذ المتوازي. ولهذه الطابعات وظيفة أساسية تكميلية مثل الطباعة على الوجهين، والتدبيس والتخريم، إلا أنها نادرة. أما قدراتها الأساسية فهي طباعة المستندات وترتيبها وفرزها.
وإذا قارنا هذا النوع من الطابعات بالنوع السابق المتعدد الوظائف والإمكانات (الكل في واحد) فإن الطابعات المتعددة الوظائف للمكاتب الصغيرة والمنزلية لديها وحدة تغذية مستندات تلقائية، وإمكانيات أكبر للناسوخ وأداء أسرع في الإخراج. ولأن معظم هذا النوع من الطابعات تطور عن آلات التصوير الأبيض والأسود فإن ماكينة الطباعة فيها تعتمد على هذه مثل هذه التقنية.

### الطابعات المكتبية متعددة الوظائف
وحدة متوسطة الحجم، ومستقلة قائمة بذاتها، مصممة لتكون نظام المكتب المركزية.
عادة ما تكون هذه الوحدات النوع الأكثر تميزاً وشمولاً من أنواع الطابعات المتعددة الوظائف؛ إذ تتضمن والظائف الأساسية من طباعة ونسخ ومسح ضوئي مع عدة وظائف اختيارية كتأدية وظيفة الناسوخ وكذلك تخزين المستندات عبر الشبكات مع الحماية، والتوثيق باستخدام بيانات اعتماد مستخدم الشبكة المشتركة، والقدرة على تشغيل البرمجيات المختصة «حسب الطلب» (وغالبا ما تزود الشركات المصنعة بحقيبة تطوير البرمجيات)، وجهات مسح شبكات متقدمة مثل بروتوكول نقل الملفاتبروتوكول نقل الملفات، وبروتوكول التفويض والإصدار الموزع عبر الانترنت WebDAV، والبريد الإلكتروني، ومخازن كتلة رسالة الخادم SMB ونظام ملف الشبكة NFS، والتشفير لنقل البيانات وهلم جرا.
وعادة ما تتميز الطابعات المكتبية متعددة الوظائف وظائف تحسينات تكميلية اختيارية متقدمة إلى حد ما مثل الطباعة على الوجهين، التدبيس، وتخريم وأسلوب طباعة الأوفسيت، وإعداد الكتيبات أو الملازم.
وتتصل هذه الطابعات على الأغلب بالشبكة، ولدى بعضها منفذ متوازي وناقل متسلسل العام SB اختياري أو معياري (ولكن استخدمها قليل). وتبقى على الأغلب متصلة بشبكة الطابعات متعددة الوظائف المكتبية، ولكن البعض الآخر يتصل عبر المنافذ المتوازية. ومعظم هذه الطابعات (الملونة منها وغير الملون) كانت آلات تصوير متوسطة المدى، ولذلك يقوم محرك الطباعة فيها على تلك التقنية، ومع ذلك، قامت شركة اتش بي HP مؤخراً بتقديم طابعتين مكتبيتين متعددتي الوظائف تقوم على تقنية رأس نافث الحبر الثابت.

### الطابعات متعددة الوظائف لإنتاج المطبوعات
وهي وحدة كبيرة الحجم، ومستقلة قائمة بذاتها، مصممة لتكون جهاز الطباعة المركزية جهاز وحدة النسخ التصويري.
وبالرغم من أن هذا النوع من الطابعات أكبر بكثير من الطابعات المكتبية متعددة الوظائف وأكثر كلفة؛ إلا أنها لا عموماً لا تدعم تقنية وظائف الشبكة المتقدمة كافة للعلاقات الأصغر؛ بل تركز بدلا من ذلك على السرعة الفائقة، وجودة الإنتاج العالية، وتأدية وظائف تحسينات تكميلية متقدمة للغاية بما في ذلك إعداد الكتب وأغلفتها (بما في ذلك تجميع الورق وتصميغه بالغراء الساخن) وما إلى ذلك. ويقسم هذا النوع من الطابعات في حد ذاته إلى فئتين منها طابعات الإنتاج «الخفيف» وطابعات الإنتاج «الكثيف» مع اختلاف عامل السرعة. فالطابعة التي تطبع 100 صفحة في الدقيقة – على بيل المثال – تصنف حسب مقاييس معظم الشركات المصنعة في فئة طابعات الإنتاج الخفيف.
بسبب التركيز على الطباعة، ورغم وجود الماسح الضوئي في معظم الطابعات من هذا النوع إلا أنه قلما يستخدم، بسبب تركيزها على الطباعة كوظيفة أساسية لها.
أما محركات الطباعة في هذا النوع من الطابعات متعددة الوظائف فهناك مجموعة متنوعة من المحركات؛ إلا أن معظم طابعات الإنتاج «الخفيف» في سوق إنتاج الطباعة تقوم على تقنية التصوير ذاتها المستخدمة في الطابعات المكتبية متعددة الوظائف كما هو مبين أعلاه.
وقد يعرف هذا النوع من الطابعات متعددة الوظائف بـأجهزة «الطباعة على الطلب» أو «المطابع الرقمية». كما قد يطلق مصطلح المطابع الرقمية على وحدة التحكم بالطباعة والتي تضبط الطابعات متعددة الوظائف.

## الخصائص
من الجيد إلقاء نظرة على خصائص الطابعة متعددة الوظائف ووظائفها قبل وضعها في بيئة استخدام منزلية أو مكتبية. فقد تتضمن إحدى الطابعات متعددة الوظائف جميع الخصائص والوظائف المبينة أدناه تقريباً، إلا أن الطابعات متعددة الوظائف (الكل في واحد) النموذجية أو الطابعات متعددة الوظائف للمكاتب الصغيرة والمنزلية النموذجية قد لا تتضمن كثيراً منها.
وتتنوع قائمة الخصائص (غير المكتملة) والتي تقدمها الطابعة متعددة الوظائف حسب نوع الطابعة المقصودة (من أي فئة):

### مميزات/وظائف الطباعة

#### الإدخال
- إتاحة برامج تشغيل الطابعة لأنظمة تشغيل مختلفة.
- دعم لغات وصف الصفحة (كلغة بوست سكريبت بوست سكريبت، ولغة XPS, ولغة أوامر الطابعة PCL, وغيرها) وكذلك صيغ المترجم المباشر (كصيغة المستندات المنقولة نسق المستندات المنقولة، وصيغة ملف الصور الموسومة تيف، وغيرها).
- الإتصال عبر الشبكة أو منفذ الناقل المتسلسل العام USB، أو منفذ متوازي أو غيرها.
- إتاحة أنواع الطباعة عبر الشبكة (الطباعة الخام، أو الطباعة باستخدام بروتوكول خط الطابعة عن بعد LPR، أو بروتوكول طباعة الإنترنت IPP، أو بروتوكول نقل الملفات بروتوكول نقل الملفات، والطباعة عبر البريد الإلكتروني وما إلى ذلك).

#### الإخراج
- سرعة الطباعة (وتقاس عادة بعدد الصفحات في الدقيقة ppm)
- تقنية الطابعة (نافثة للحبر/ ليزر/ ليزر ملونة)
- شكل الورق وتنسيقاته (مقاس الورق والأدراج في الطابعة)
- الطباعة تسمية مباشرة على الأقراص المضغوطةقرص مضغوط أو الأقراص الرقمية متعددة الاستخدامات دي في دي (وعادة ما تكون هذه الخاصية في بعض نماذج الطابعات متعددة الوظائف (الكل في واحد) نافثة الحبر فقط).
- تحليل عدد النقاط في البوصة - وهذا مقياس متري مهم لجودة كل من الطباعة والمسح الضوئي. (لاحظ أن الطباعة بهذا المقياس تكون فعلياً أكبر من 600نقطة في البوصة. كما تستخدم بعض الطابعات متعددة الوظائف نظاماً مماثلاً للعرض على شاشات الحاسب بمقياس «شبه بكسل» لإعطاء تحليل معزز يبلغ 1200×600 أو 1800×600، ولكن من المهم أن نلاحظ أن هذا التحليل ليس صحيحا).
- القدرة على الطباعة على الوجهين – هل يمكن للطابعة متعددة الوظائف الطباعة على جانبي الورقة دون تدخل يدوي من قبل المستخدم.
- القدرة على الطباعة مباشرة لوظيفة التخزين الداخلية في الطابعات متعددة الوظائف .
- القدرة على استخدام وظائف المحسنات التكميلية في الطابعات متعددة الوظائف. (انظر أدناه في خصائص/وظائف النسخ).

### مميزات / وظائف المسح الضوئي

#### الإدخال
- تغذية تلقائية للمستندات (ADF) - وهذا يسمح بأدخال عدد من الأوراق دون وضع كل ورقة يدوياً في درج الطباعة.
- القدرة على مسح وجهي الورقة ضوئياً (يعتمد على التغذية التلقائية للمستندات) – أي هل يمكن للطابعة متعددة الوظائف مسح جانبي الورقة دون تدخل يدوي من قبل المستخدم.
- القدرة على استرجاع المستندات من وحدة التخزين الداخلية وإرسالها كما لو كانت مسحت للتو.

#### الإخراج
- توفر طرائق نقل المسح (مثل بروتوكول نقل الملفات FTP, وبروتوكول التفويض والإصدار الموزع عبر الإنترنت WebDAV، والبريد الإلكتروني، ومخازن كتلة رسالة الخادم SMB ونظام ملف الشبكة NFS ، و[بروتوكول البرامج القياسي] TWAIN)
- توفر صيغ ملفات المسح (مثل نسق المستندات المنقولة، تيف، جيه بيه إيه جي XPS، الخ.)
- حماية المستندات التي جرى مسحها ضوئياً - مثل تشفير ملفاتPDF ، والتوقيعات الرقمية وما إلى ذلك.

### مميزات/ وظائف الفاكس/الناسوخ
- الهاتف اللاسلكي (وعادة ينظر له في طابعات متعددة الإمكانات والوظائف (الكل في واحد) أو المنتجات الأصغر للطابعات متعددة الوظائف للمكاتب الصغيرة والمنزلية).
- جهاز استقبال المكالمات التلفونية أو الرد الآلي.
- ناسوخ ملون.
- ناسوخ يعتمد على بروتوكول التحكم بالنقل/بروتوكول الإنترنت؛ مثل ناسوخ بروتوكول ابتداء الجلسة SIP Fax (ناسوخ أعلى من بروتوكول الإنترنت) ناسوخ الشبكة (عن طريق بروتوكول إرسال البريد البسيط SMTP)، ناسوخ الإنترنت، وغيرها.
- القدرة على إرسال ناسوخ واستقباله بواسطة الحاسب الشخصي.

### مميزات/وظائف النسخ
- تحسينات تكميلية للمستندات
  - نسخ للوجهين.
  - التدبيس
    - نقطة مفردة
    - نقطتين
    - تحديد مكان التدبيس

  - تخريم
    - المعايير الدولية ISO 838 - ثقبين
    - معايير الولايات المتحدة 3- ثقوب
    - معايير "888" 4- ثقوب
    - المعايير السويدية [triohålning]" " 4- ثقوب

  - الطي
    - نصف طية/ثنية
    - الطي والتدبيس في المنتصف (على الحدود الفاصلة لصفحات الملزمة)
    - تغليف الملازم
    - التجليد ووضع الغلاف (وهي ميزة تنفرد بها طابعات إنتاج المطبوعات عادة) - ويختلف عن «تغليف الملازم»، حيث أن الغلاف يحيط بصفحات الكتاب بتنظيم بدلا من وضع تجليد على صفحتي البداية والنهاية فقط؛ ويستخدم في التجليد غالباً الغراء الساخن لربط وإلصاق الغلاف بالكتاب.
    - تشذيب المتندات المطوية لتجنب «ميلانها».
    - الطي الثلاثي / طيات الظروف.
- أوضاع تحرير المستندات:
  - عدد في واحد (2 في 1 و 4 في 1 الخ.)
  - ترقيم صفحات الملزمة / ترقيم صفحات الملزمة «الكمال».
  - ترقيم الصفحات وضع كتابة/صورة كختم/ علامة مائية.
  - تحجيم الصورة / تدويرها.
- بالإضافة إلى ما ورد من خصائص الإخراج في «مميزات/وظائف الطباعة» وخصائص الإدخال «مميزات/وظائف المسح الضوئي»

### مميزات/وظائف تخزين المستندات
- القدرة على تخزين المستندات في الطابعات متعددة الوظائف.
- سعة محرك قرص صلب للتخزين.
- تصديق المستخدم للمستندات المخزنة، أو أي علاقة بمصادقة مستخدم الطابعات متعددة الوظائف (على سبيل المثال مصادقة الشبكة مع ملقم أو برامج مخصصة، الداخلية فقط، الخ.)

### مميزات/وظائف الشبكة
- القدرة على الاتصال بشبكة لاسلكية
- الدليل النشط أو غيرها من وظائف المصادقة
- تشفير البيانات
- دعم بوتوكول الإنترنت v6
- دعم بروتوكول إدارة الشبكات البسيط بروتوكول إدارة الشبكات البسيط – مواصفات قاعدة معلومات الإدارةMIB للقطاعين الخاص والعام

### مميزات/وظائف أخرى
- البرمجيات: تدعم العديد من الطابعات متعددة الوظائف أداء الوظائف المتقدمة من خلال برامج وسيطة مثل برامج التعرف الضوئي على الحروف. وفي بعض الحالات، قد لا تكون مكونات هذه البرامج مخصصة للطابعات متعددة الوظائف المستخدمة، ومن المهم تحديد ذلك، أما في حالات أخرى تستخدم التقنيات الخاصة التي تربط بفاعلية البرنامج بالنظام.
- إتاحة حقيبة تطوير برامج SDK ونموذج ترخيص .
- واجهة المستخدم - أجهزة الطابعات متعددة الوظائف معقدة بطبيعتها. وتحتوي الكثير من الطابعات متعددة الوظائف على شاشات الكريستال السائل شاشة العرض البلوري السائل وغيرها من الأدوات المساعدة لواجهة المستخدم. وتحتوي عموماً طابعات المكاتب الصغيرة والمنزلية وطابعات الكل في واحد المتعددة الوظائف شاشات LCD بسيطة، في حين تحتوي الطابعات المكتبية متعددة الوظائف لوحات LCD متقدمة تشبه واجهة حاسوب المستخدم المخصصة (كما توفر بعض الطابعات متعددة الوظائف مرفقات اختيارية كلوحة المفاتيح والفأرة).

## البنية الداخلية

### الأجهزة/العتاد
الطابعات متعددة الوظائف هي نفسها في الأساس نوع من أجهزة الكمبيوتر، مثل معظم ملحقات الكمبيوتر الخارجية والقادرة على أداء وظائفها دون الحاجة للحاسب؛ إذ تحتوي على ذاكرة ومعالج أو أكثر، ونوع من أنواع التخزين المحلي في الغالب، مثل محرك القرص الثابت أو ذاكرة فلاش.
وكما ذكر أعلاه في أنواع الطابعات متعددة الوظائف، قد يقوم محرك الطباعة الملموس على عدة تقنيات، إلا أن معظم الطابعات متعددة الوظائف الكبيرة هي تطور لآلة نسخ والتصوير رقمية.

### الحماية
عند التخلص من الطابعات القديمة ذات التخزين المحلي، ينبغي الأخذ في الحسبان أن المستندات السرية (التي طبعت أو مسحت ضوئياً أو نسخت) يحتمل أنها لا تزال غير مشفرة على التخزين المحلي، ويمكن إلغاء حذفها.

### البرامج
تقوم الطابعات متعددة الوظائف أيضا بتطبيق مجموعة من التعليمات من ذاكرة التخزين الداخلية لها، وهو أمر مشابه لنظام التشغيل في الحواسيب.
وفي العموم فإن وحجم زيادة الطابعات متعددة الوظائف وتعقيدها يزيد كلما زادت أوجه شبهها بالحواسيب؛ فمن غير المعتاد أن تستخدم طابعات الكل في واحد أو حتى طابعات المكاتب المنزلية أو الصغير نظام تشغيل للأغراض العامة، أما العديد من الطابعات متعددة الوظائف الأكبر تعمل على نظام التشغيل لينكس جنو/لينكس أو فيكس وركس VxWorks.
الإضافة إلى ذلك، فإن العديد من وحدات التحكم بالطباعة منفصلة، إلا أنها تعد جزءا لا يتجزأ من الطابعة متعددة الوظائف، أيضا وتعمل على أنظمة تشغيل الحاسب جنوGNU / لينكس ومايكروسوفت ويندوز (وهو عادة ويندوز NT 4.0 المضمن، وويندوز XP المضمن).
وفوق أنظمة التشغيل الأساسية والبرامج الثابتة، فإن الطابعة متعددة الوظائف توفر عدة وظائف مماثلة للتطبيقات أو في بعض الحالات برامج الحماية أو الخدمات.
وقد تشمل هذه الوظائف (وغيرها كثير):
- لوحة التحكم خاصة بالطابعة متعددة الوظائف لإدخال أوامر المستخدم.
- مترجمين بايت كودشيفرة البايت أو الآلة الافتراضية للتطبيقات الوسيطة المضافة داخليا.
- خادم ويب لوظائف الإدارة عن بعد.
- عملاء خدمة شبكة لإرسال مستندات إلى وجهات مختلفة.
- خوادم خدمة الشبكة لاستلام المستندات من أجل طباعتها أو تخزينها.
- وظائف تحويل الصورة ومعالجتها .
- وظائف معالجة الصور النقطية (على الرغم من أنه غالبا ما تتم معالجة هذه المهمة من قبل وحدة منفصلة للتحكم بالطباعة).

## البرامج
جُهزت أنظمة الكمبيوتر ببرامج مناسبة قادرة على الاستفادة من قدرات الطابعات متعددة الوظائف، وهذا مطلب مهم عند البحث حين ننظر في دمج الطابعة متعددة الوظائف مع المكاتب القائمة. وتقدم تلك البرامج بعض الوظائف التالية أو كلها:
- إدارة الجهاز وتهيئته
- رصد حصص الطباعة، ومستوى الحبر ... الخ
- اختيار وضع الإدخال من نوع الورق وغيره لما يناسب المستند
- تصوير المستندات، مثل المسح الضوئي المخصص
- إدارة المستندات مثل المسح عن بعد، وتحويل نوع المستند من مستند نصي إلى مستند بصيغة PDF، أو بصيغة التعرف الضوئي على الحروف OCR ...الخ.

## حقائب تطوير البرمجيات
يوفر العديد من الباعة إمكانية تطوير المستخدم للبرمجيات من أجل التعامل مع الطابعات متعددة الوظائف - الإضافة إلى حزم برامج محددة - وذلك من خلال حقيبة تطوير البرامج. ولمختلف البائعين طرازات ترخيص مختلفة، من أنظمة الملكية «مغلقة» تماما (باهضة الثمن غالباً) لاستراتيجيات متاحة مفتوحة دون أي تكلفة مباشرة مطلوبة. وفيما يلي بعض تلك التقنيات:
كانون MEAP (نظام تطبيق مضمن متعدد الوظائف)
واجهة برمجة التطبيقات من كونيكا مينولتا اوبن Konica Minolta Open
برنامج القارئ الدقيق من ابي (ABBYY)
بنية أنظمة مفتوحة ذكية (OSA)
زيروكس EIP (لتوسيع واجهة نظام التشغيل)
سامسونج جي سكرايب (J-Scribe)
نظام توسعة مفتوح (OXP) من اتش بي هوليت-باكارد
جهاز حقيبة تطوير برامج من ريكو (ريكوه)
إطار عمل حلول مضمنة من لكسمارك (لكسمارك)
وتدخل هذه التقنيات عموماً تحت أحد الطرازين التقنيين إما الطراز القائم على الخادم أو البرامج الداخلية للطابعات المتعددة اوظائف.
وتستخدم التقنيات القائمة على الخادم أسلوب نقل المعلومات من الطابعة متعددة الوظائف وإليها (غالبا القائمة على سواب /لغة الترميز القابلة للامتداد) والذي يشغل شيفرة التشغيل على جهاز الحاسب الموصول بالطاقة توصيلاً مناسباً على الشبكة. وهذه الطريقة ميزتها المرونة الكبيرة، حيث يتسنى للبرنامج فعل أي شيء يأمر المطور به الحاسب. إلا أن الحد الوحيد من الطابعة متعددة الوظائف في حد ذاتها هو قدرة الطابعة متعددة الوظائف لعرض واجهة مستخدم لطريقة عمل التطبيق. وحيث تعتمد التطبيقات على العديد من أعمال الطباعة والمسح الضوئي ومتطلبات التوثيق الخاصة فإن مصنعوا هذه الطابعات ينجذبون لتلك التقنيات الأساسية في واجهة المستخدم.
وتمتاز الطابعة متعددة الوظائف ذات البرمجيات الداخلية على سبيل المقارنة بعدم الحاجة لأي متطلبات خارج الطابعة متعددة الوظائف. حيث يعمل البرنامج داخل الطابعة متعددة الوظائف نفسها، فلو انقطعت الشبكة انقطاعاً كاملاً فهذا لن يؤدي إلى تعطيل البرنامج عن العمل (بالطبع ما لم يكن البرنامج يتطلب اتصال بالشبكة لأسباب أخرى). وتقوم البرامج الداخلية في الطابعات متعددة الوظائف في كثير من الأحيان، ولكن ليس دائما، على برنامج جافا وتعمل في آلة جافا الافتراضية داخل الطابعة متعددة الوظائف. إلا أن الجانب السلبي لهذا النوع من البرامج عادة هو أنه أكثر محدودية في القدرات من أنظمة الخادم القائمة.

## الشركات المصنعة
تشمل قائمة الشركات المصنعة للطابعة متعددة الوظائف/العلامات التجارية ما يلي:
- بروذر أخ
- كانون كانون
- ديل ديل
- إيبسون سيكو إبسون
- هيوليت باكارد (اتش بي) هوليت-باكارد
- كوداك إيستمان كوداك
- كونيكا مينولتا كونيكا مينولتا
- كيوسيرا كيوسيرا
- لكسمارك لكسمارك
- كانون OCE) كانون)
- اوكيداتا OKIDATA
- أوليفيتي OLIVETTI
- باناسونيك باناسونيك
- ريكو ريكوه
- سامسونج سامسونج
- شارب Sharp
- توشيبا توشيبا
- أوتاكس Utax
- زيروكس زيروكس

لاحظ أن ليس كل من هذه الشركات المصنعة تنتج جميع أنواع الطابعات متعددة الوظائف – إذ تركز بعض الشركات على تصنيع الطابعات متعددة الوظائف والإمكانات (الكل في واحد) فقط ، في حين تركز شركات آخرى على تصنيع طابعات إنتاج الطباعات فقط ، وقد يغطي بعضها نطاق أوسع في تصنيع مختلف الأنواع.